# Karl Emanuel I av Savojen
Karl Emanuel I av Savoyen, född 12 januari 1562, död 26 juli 1630, var en regerande hertig av Savojen.

## Biografi
Karl Emanuel efterträdde 1580 sin far Emanuel Filibert av Savoyen som regent. Då hans land låg inklämt mellan Spaniens italienska besittningar och Frankrike, sökte Karl Emanuel balansera mellan dessa bägge stormakter och utvidga sitt område. Särskilt eftersträvade han Genève, Montferrat och Saluzzo. I förbund med Spanien lyckades Karl 1588 erövra det sistnämnda men tvingades 1601 av Henrik IV att avstå sina besittningar väster om Rhône. I det av Henrik 1610 planerade stora kriget räknade denne med Karl som bundsförvant. För att vinna Montferrat ställde sig Karl i mantuanska tronföljdskriget 1628 på Spaniens sida, men 1629 blev han besegrad av fransmännen i slaget vid Susa och tvingades överge spanjorerna. Karls försök 1602 med spansk hjälp inta Genève misslyckades fullständigt.